# Kizukispecht
Der Kizukispecht (Yungipicus kizuki, Syn. Dendrocopos kizuki) ist eine kleine Art der Spechte. Er kommt ausschließlich in Ostasien vor. Die IUCN stuft ihn als  (= least concern – nicht gefährdet) ein.

## Erscheinungsbild

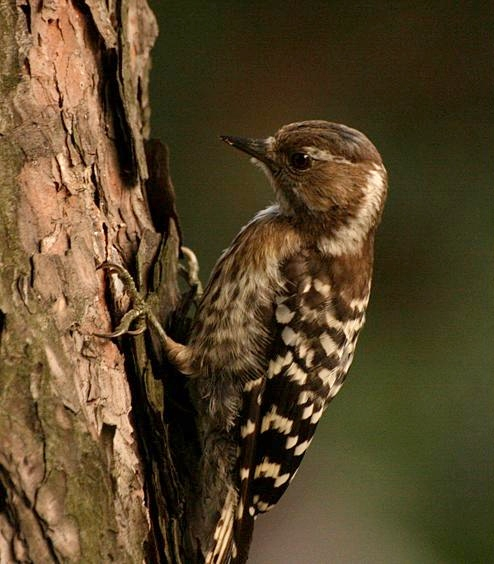
Kizukispecht in Südkorea

Der Kizukispecht erreicht eine Körperlänge von 13 bis 15 Zentimetern und wiegt durchschnittlich 19 Gramm. Er hat auffällig schwarzweiß quergebänderte Flügel. Der Bauch ist weiß mit einer feinen hellbraunen Strichelung. Das Gesicht ist rauchgrau. Der Schnabel ist dunkelgrau. Vom Auge aus verläuft ein Strich zum Hinterkopf. Der Nacken ist weiß.

## Verbreitung und Verhalten
Der Verbreitungsschwerpunkt des Kizukispechts ist Japan. Hier ist er die häufigste Spechtart. In geringerer Zahl trifft man ihn auch in China an, seltener in Korea sowie in Sibirien. Das Verbreitungsgebiet erstreckt sich insgesamt über 1,6 Millionen Quadratkilometer.

## Belege